# Journal of Power Sources
Journal of Power Sources (abrégé en J. Power Sources) est une revue scientifique à comité de lecture. Ce bimensuel publie des articles de recherches originales concernant les batteries, les piles à combustible, les supercondensateur et les cellules photoélectrochimiques.
D'après le Journal Citation Reports, le facteur d'impact de ce journal était de 3,792 en 2009. Actuellement, les directeurs de publication sont C. K. Dyer, D. Rand, Z. Ogumi, B. Scrosati et P. Moseley.